# 小緑人
小緑人（シャオリューレン、しょうりょくにん、繁体字中国語: 小綠人）は台湾で設置されている歩行者用信号機の愛称。
正式名称は「行人倒数計時顕示器」、すなわち「歩行者用カウントダウン式信号表示装置」。
上下2分割で、上段の赤信号（現地表記は「紅」）は青信号（現地表記は「緑」）時に赤になるまでの秒数をカウントダウンする。これは日本の大阪市で導入されている「赤から青までの秒数」をカウントダウンするものとは逆であり、下段の青信号は、赤になるまでの間に小人が7段階のアニメーション表示で動いている様子を演出している。この青信号枠のアニメーション・キャラクターによる信号機が「小緑人」と呼ばれる所以である。

## 起源

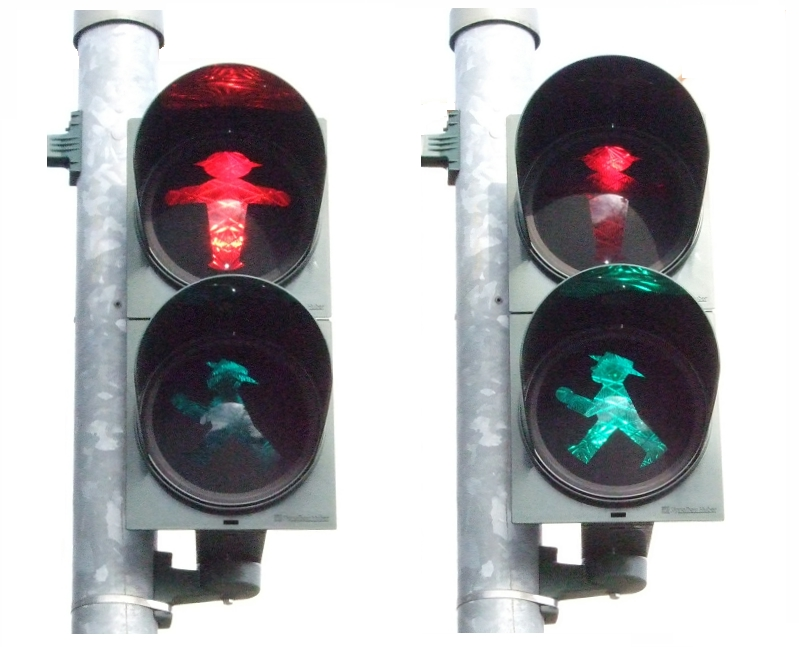
東ドイツ（現・ドイツ）の「アンペルマン」

元々は旧東ドイツの交通心理学者カール・ペグラウ（Karl Peglau）が発案し、1961年に東ベルリンで導入された赤い小人と帽子を被った緑の小人の信号機「アンペルマン」（Ampelmännchen）が発祥。赤は通行禁止、帽子の青は通行可能を意味し、歩行者横断用として使われた。なお、東西統一後の2000年代以前に東ベルリンを含むドイツ各地で導入されていたアンペルマンは旧西ドイツの図柄に変更される予定だったが、中止された。アンペルマンは固定姿勢でアニメーションではなかった。

## アニメーション化
1998年、台北市政府は国外の事例を参考に、歩行者信号にカウントダウン機能を追加することを検討。市政府交通局と中華信号協会（中華號誌協會）加盟の複数の民間企業による共同でアニメーション機能の実装が開始された。
これは中華民国交通部の定める信号機設置規則を満たし、歩行者の視認性を高め、世界的に現在も主流となっている歩行者信号の「赤が停止、緑が進行」表示方式に加えて「赤に変わる」までの秒数をカウントダウン式で知らせるだけでなく信号機の小人がディスプレイ内を走る動画機能が追加された。

## 形態
| 小緑人の赤信号 |  | 台北市で先行導入された小緑人は現在台湾各地に設置されている |
| 小緑人の赤信号 |  | 台北市で先行導入された小緑人は現在台湾各地に設置されている |

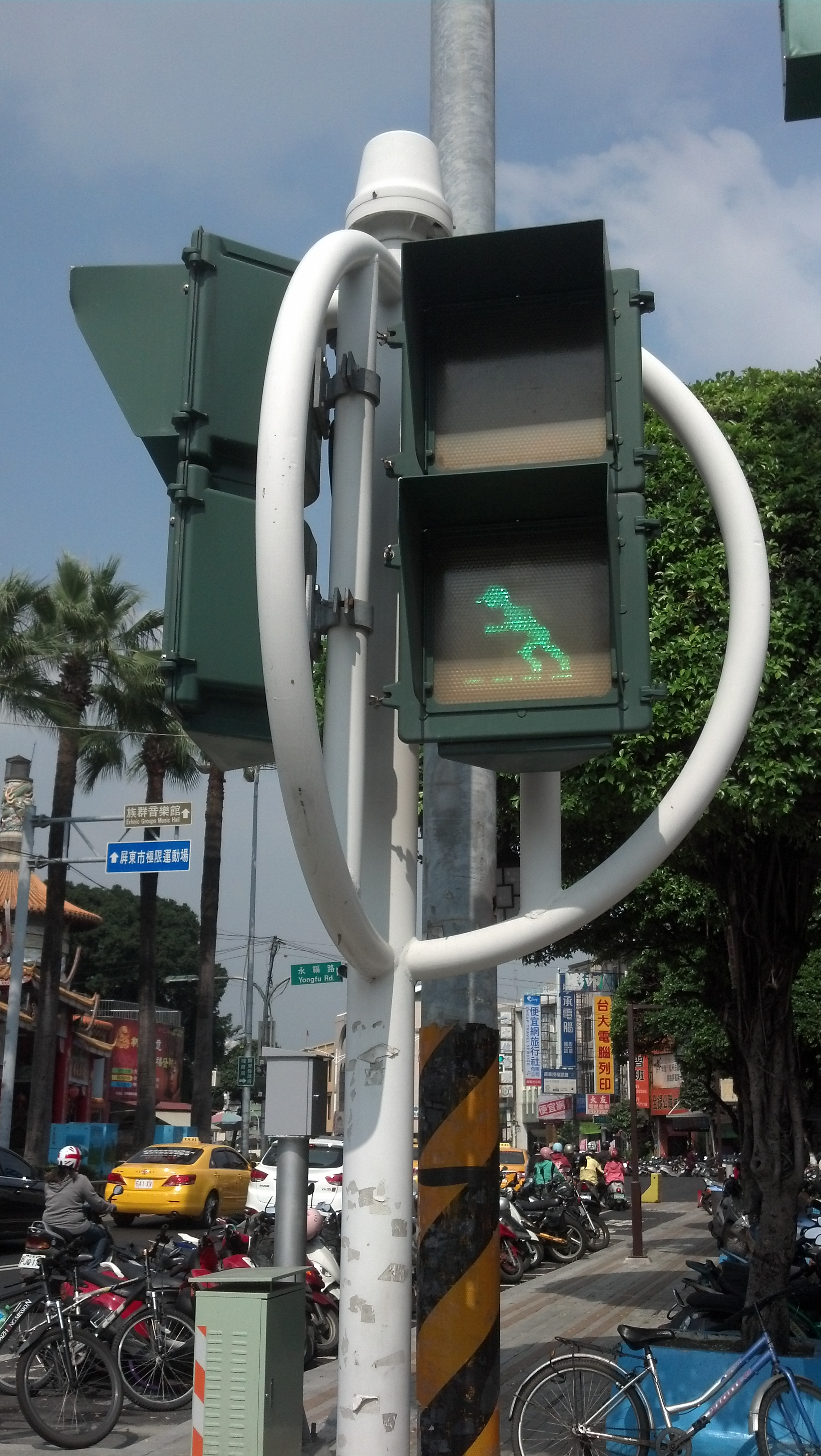
屏東市の小緑人はカウントダウン終了直前に前傾姿勢から加速する。

台北市政府が試験導入した歩行者信号機は以下の規格に基づく。
動く小人（小緑人）
7コマの異なる図案を組み合わせ、人の眼の視覚現象を利用して小人が走っているように見えるアニメーション演出がなされている。小人の移動速度は低速歩行と早歩きの2段階（あるいは駆け足の高速モードを加えた3段階）で構成され、交差点の制御装置により青信号になると低速で歩行を始める。カウントダウンの計時が一定秒数（通常は14秒）以下になると小走りに加速し、残り10秒で点滅を繰り返しながら小走りになる。
カウントダウン
青信号のときに赤に変わるまでの残り秒数を整数で表示する。通常は小緑人のアニメーション開始と同時に2桁の固有秒数（最大設定値は99秒）から0まで1秒ごとにカウントダウンを開始する。2桁を超える数字（すなわち100秒以上）を表示させる場合は99秒前までは小緑人だけが動き、数字部分のディスプレイは消灯している。途中で点灯し99秒からカウントダウンを開始する。
「6」と「9」は同一設計ではなく、「6」の左上と「9」の右下の縦線が点灯しない。青信号時は数字も青文字に、赤信号時には数字も赤文字となる。
小紅人
赤信号時は上段のカウントダウン表示用画面で静止した赤の小人「小紅人（シャオホンレン）」が横断禁止を知らせる。青信号時に小緑人を表示していた下段では何も表示されず画面自体が消灯状態となる。近年ではLED信号機導入に伴って下段でも赤信号が青信号に切り替わるまでの残り時間をカウントダウンする改良型が台中市、彰化県、雲林県などで導入されるようになった。

## 試用と実用化

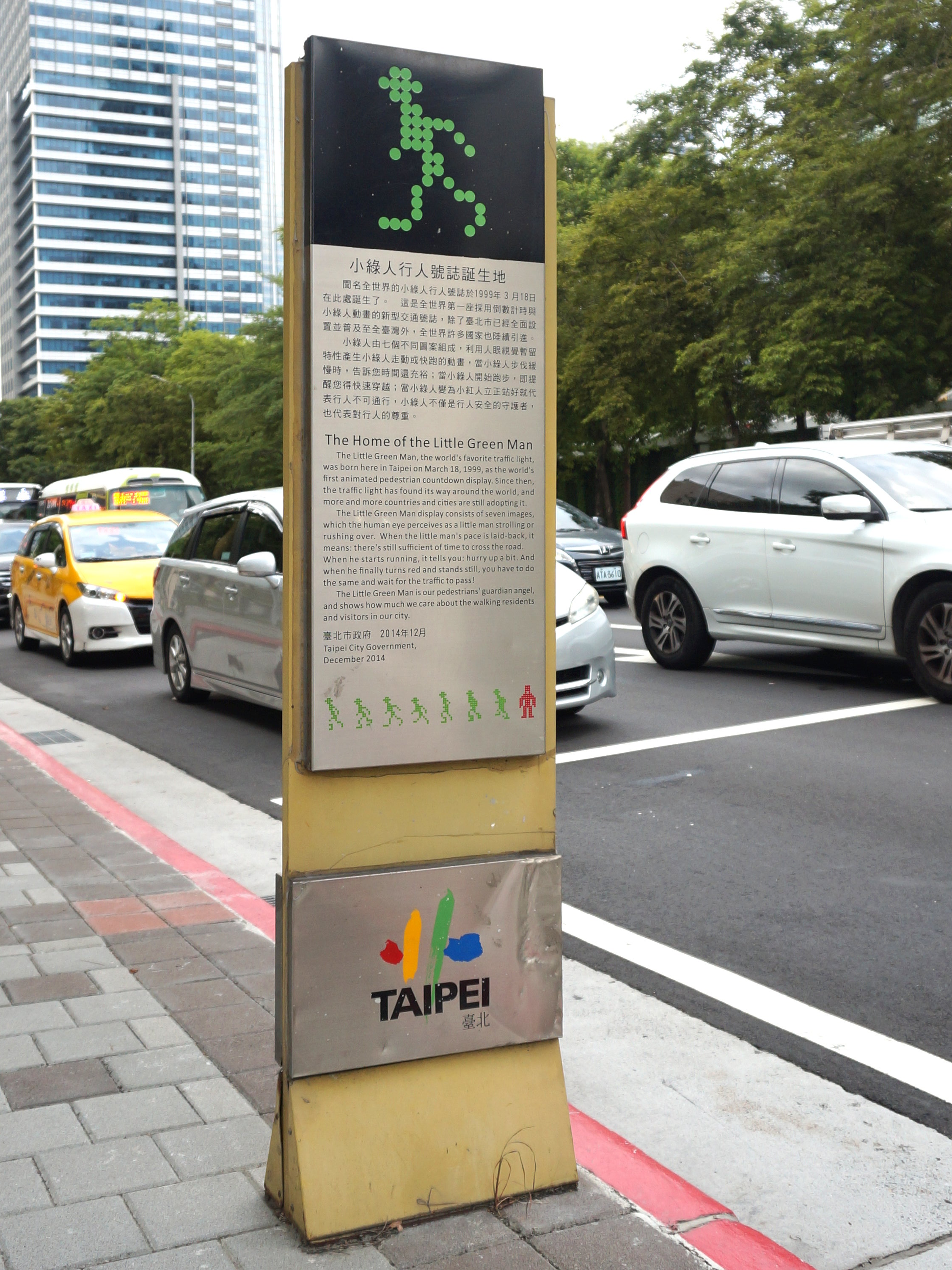
小緑人誕生地プレート

1998年末から翌99年3月にかけて台北市政府は国父紀念館（光復南路）や大安森林公園（新生南路）、映画館の威秀影城（松智路）付近に基本設計は共通で、細部仕様はそれぞれ異なる3機のカウントダウン式歩行者信号を設置した。信号機は民間企業の無償提供だった。
1999年初頭に市政府で選考が行われ、松智路と松壽路の交差点に設置されたものを採用することを決定した。同年3月18日に当該交差点のものが正式供用され、それをベースにした統一型式を市内の既存信号機と交換することになった。
2003年までに台北市に全1,364ヶ所に設置されていた従来型のうち、1,139ヶ所で交換が完了した。2010年には新設分を含めて2,100ヶ所を超えた。
中華民国交通部でも道路標識設置規則を改訂し、全国的に法的根拠を伴う正式な歩行者用信号機となった。
台北市で普及が進むと、新北市、桃園市、台中市、台南市、高雄市などの他の大都市にも広がりをみせ、庶民生活に定着していった。その独特の設計と目新しさが、初めて訪台した外国人観光客の印象に残る広告効果を生み出し、日本やドイツ、米国のメディアが取材に訪れるようになった。
そして2014年12月23日に交通局は1号機が設置された松壽路と松智路の交差点に中国語と英語の2ヶ国語で解説文が書かれた「小緑人誕生地」プレートを設置した。

## 派生版

### 駅

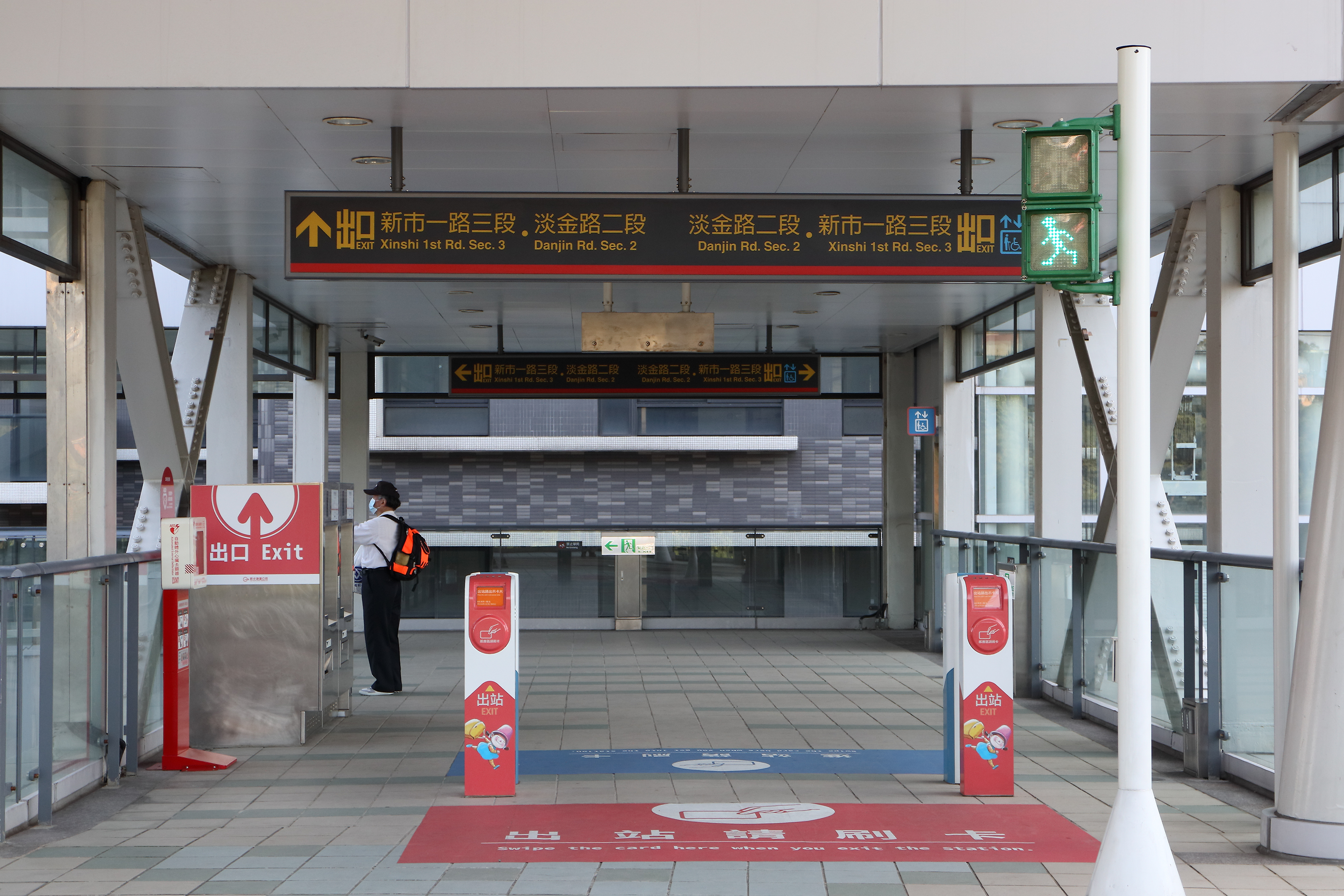
淡海軽軌の構内信号機（新市一路駅）

かつて2010年ごろに彰化県の台湾鉄路管理局（台鉄）彰化駅にはホームの発車案内標に設置されたことがある。
その後、基隆市の台鉄縦貫線七堵駅では、橋上駅舎による構造上、駅構内の死角が多いためプラットホームから離れた場所でも発車状況が確認しやすいように2016年にホーム詰所の駅員が手動操作で小緑人を表示させるタイプの案内表示機が設置された。
また、2018年12月に開業した新北市のライトレール路線（新北捷運淡海軽軌）のいくつかの駅では構内通路が軌道平面を横切るためにホーム上に小緑人を設置している。

### カップル型

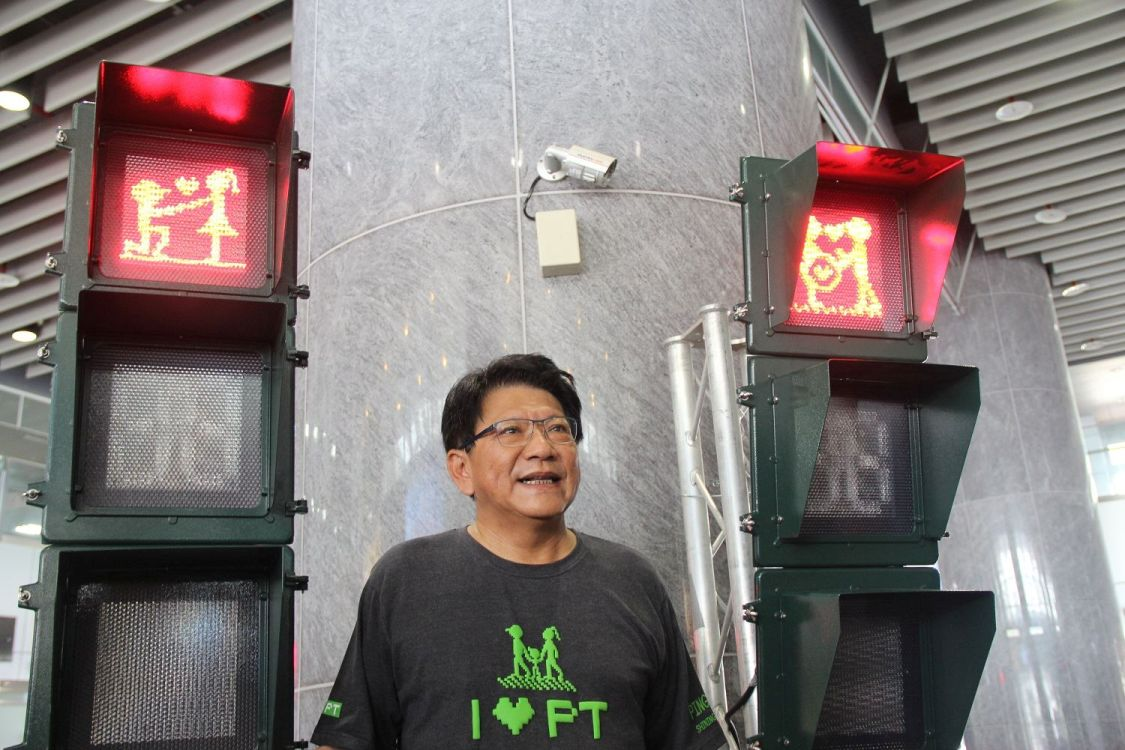
カップル型小緑人を披露する屏東県長の潘孟安（2018年5月）

2018年、屏東県政府警察局はバレンタインデーを控えた2月13日に3段式のものを試験導入した。最上段の赤では小緑人が跪いてガールフレンドにプロポーズし、
最下段ではプロポーズに成功した小緑人が彼女の手を引いて2人で歩く演出のものだった。
その後母親節（母の日）を控えた同年5月9日には最上段の赤に妊娠した妻が、青信号には子供と3人で手をつないで歩く演出がなされた新バージョンが登場している。
なお、本格導入に際して必要な交通部の審査はその時点で通過していない。

### 小黒人
高雄市では節電のために導入したLED式で緑と黒が反転した「小黒人（シャオヘイレン）」が一部で採用されている。

### 緑騎士(自転車)
2007年1月には世界初の自転車道専用アニメーション信号機「緑騎士（リューチーシー）」が屏東県で誕生し、その後他県市にも広がっている。小緑人同様に青信号の間にペダルを漕いで走っているように演出がなされている。

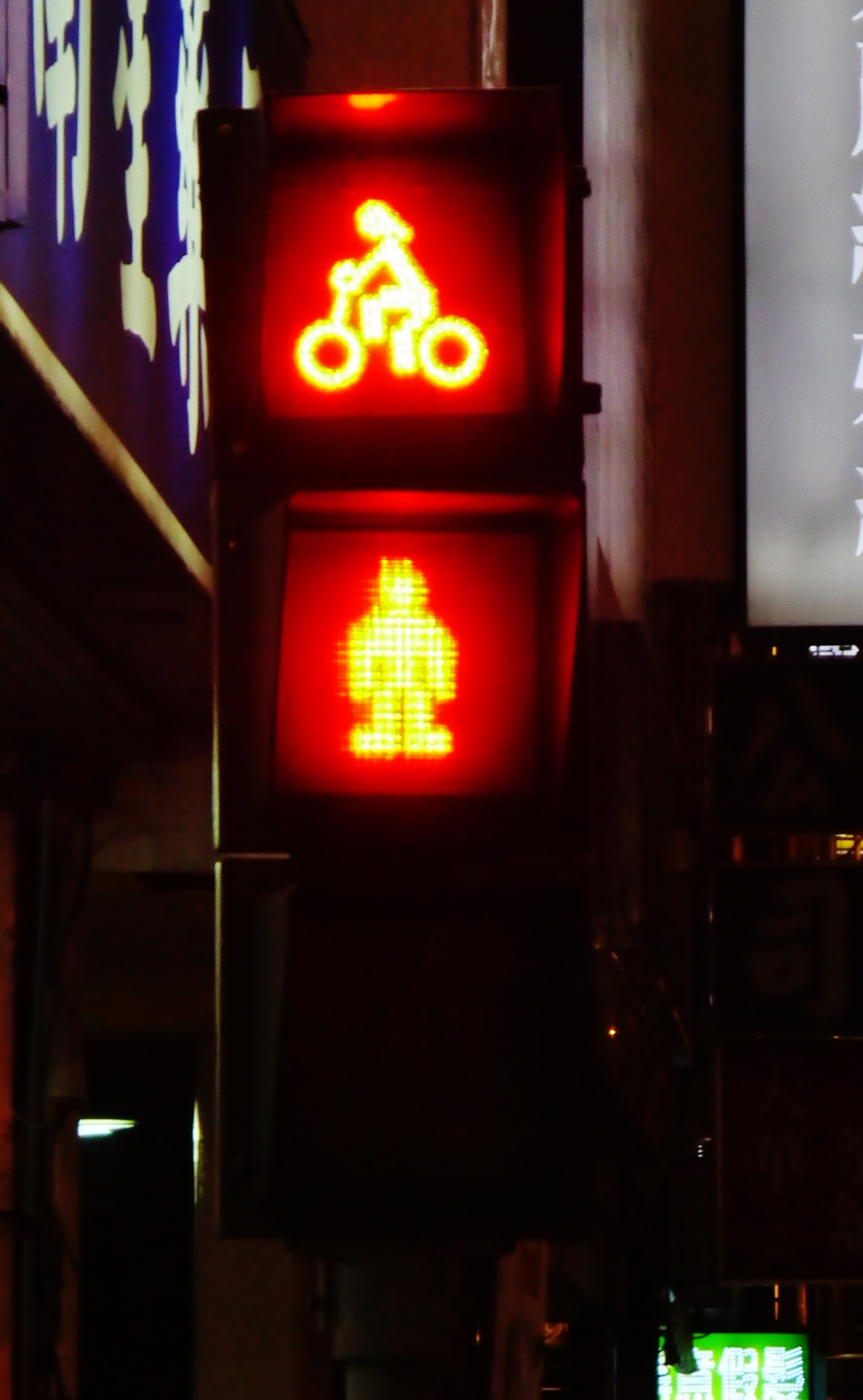
自転車用併設の赤表示時（高雄市）
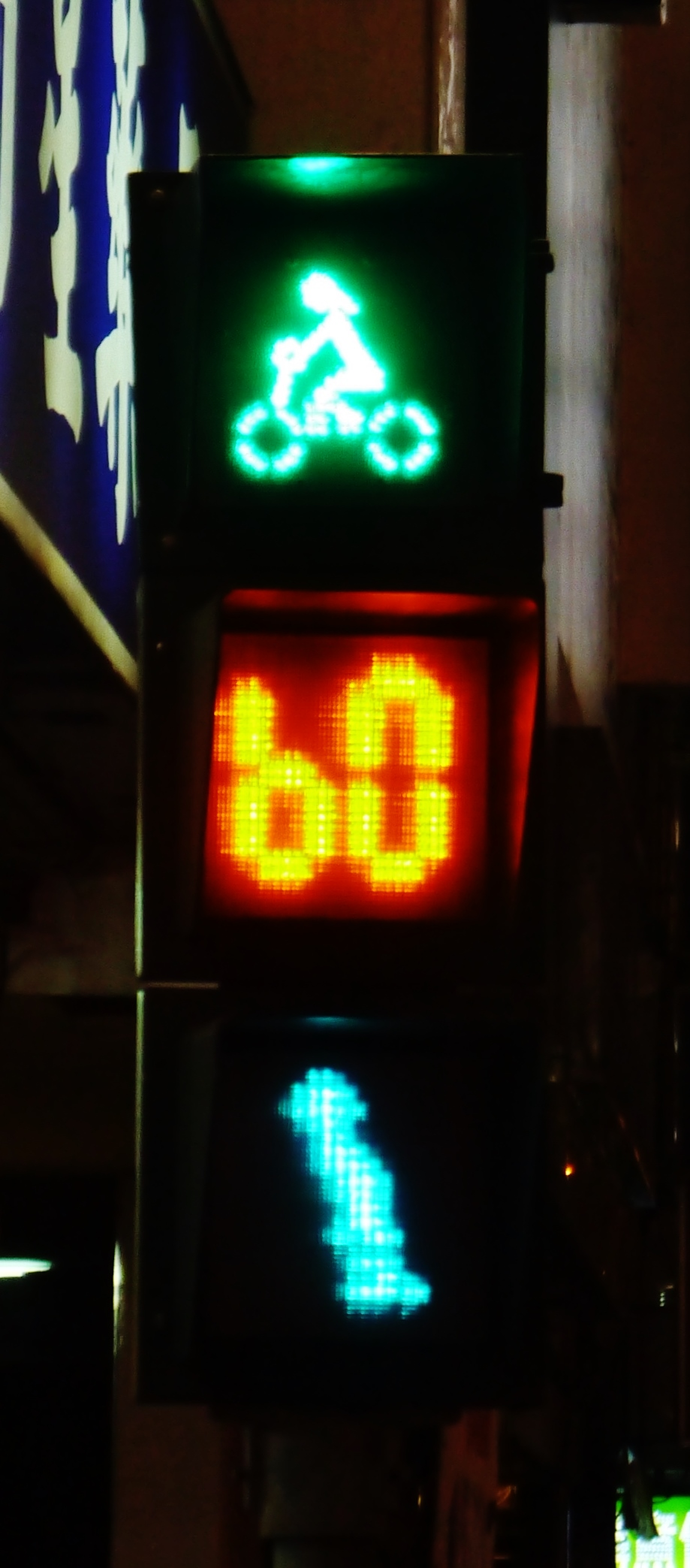
青切替時
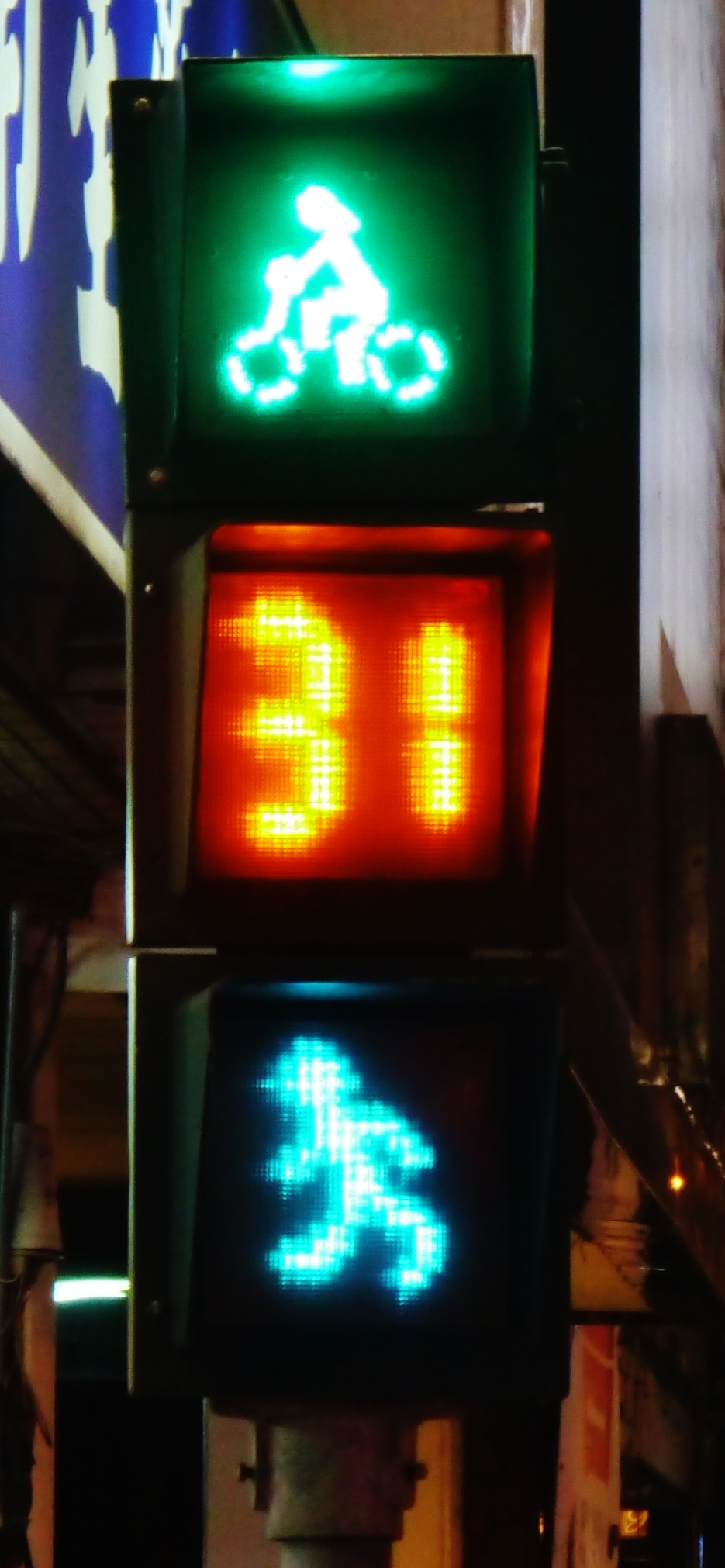
青で進行表示

### バスケットボール
2015年10月に台北市の西門町エリアにある電影公園で行われたマイケル・ジョーダンのシューズブランド上陸30周年の記念イベントを控え、期間限定ながら小緑人が青信号の間に転がってきたバスケットボールを拾いドリブルを始めるアニメーションになった。残り10秒を切ると通常の「歩行→小走り」ではなく上段にジャンプしてダンクシュートの体勢になり、最後は上段に白一色の『エア・ジョーダン』ブランドロゴ、下段にイベントのQRコードが表示される。これはイベントの告知のために設置された広告を兼ねたオブジェであり、交通法規に準拠した信号機ではない。

### 干支
2018年2月の台北ランタンフェスティバルでは戌年にちなんだ小緑犬のオブジェ「狗來福旺號誌燈」が登場している。

### 高齢者版
| 40センチ角となった大型小緑人（左側。新北市中和区） |  | 杖をつく老人を介助する長輩版（屏東県） |
| 40センチ角となった大型小緑人（左側。新北市中和区） |  | 杖をつく老人を介助する長輩版（屏東県） |

2018年以降、新北市では高齢化を見据えて従来の20センチ角のものから30センチ角に大型化したものも登場している。その後面積が4倍となる40センチ角のものも導入された。
2019年、上述のカップル版を導入した屏東県では高齢者の多い竹田郷西勢村で年少者が杖を持つ高齢者の手を繋いで介助するアニメーションの「長輩版」が導入され、この地区に多い客家人に配慮し、ボタンを押すと客家語のアナウンスが流れる仕様となっており、客家語の音声ガイダンスは屏東県長である潘孟安が担当した。

### 音声追加版
2020年9月、宜蘭県で交通違反取締月間に合わせて注意を促すメッセージを唄に合わせて流す試みがスタートした。
同年11月、新北市では横断中の低頭族（歩きスマホ）に対する啓発として「過馬路不要看手機，謝謝！（横断中は画面を見ないで）」などと歩行者に呼びかけるようになった。

## 都市伝説
小緑人は累計20,000歩に達すると転倒するという。意図的なものかバグかは不明で半ば都市伝説のようなものとされている。

## 騒動

### デザイン盗用訴訟

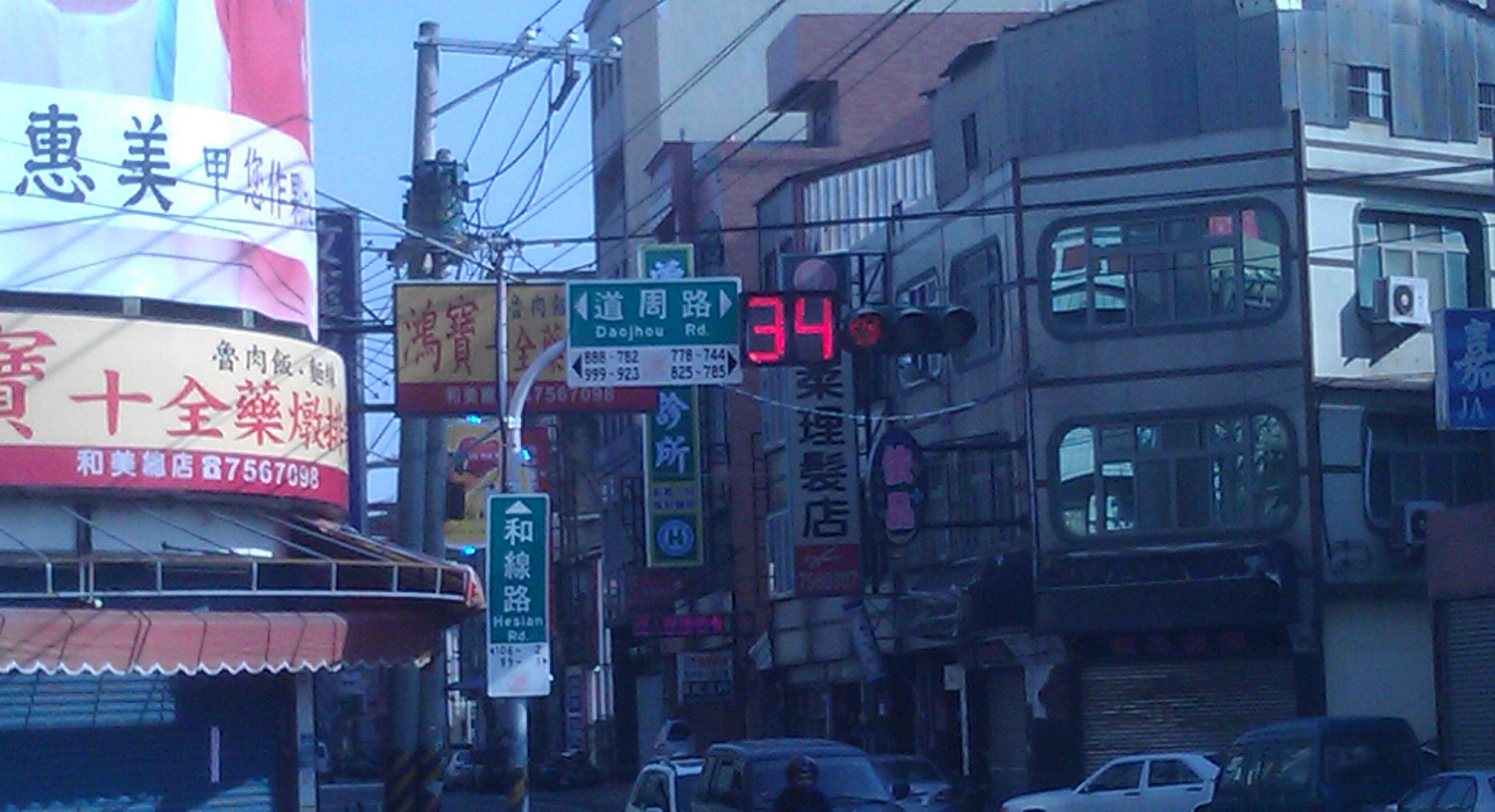
自動車用カウントダウン表示

2005年9月、台北市のデザイン会社の総経理を名乗る男が台北市政府に対して自分が小緑人の創作者であると抗議し、版権所有を主張する市交通局と対立したため法廷闘争にまで発展した。また、別の台北県（現・新北市）住民もカウントダウン機能を発案したと主張し、台湾各県市への訴訟を起こしたがいずれも原告敗訴となっている。
原告側のカウントダウン機能は自動車用信号のものであり、市交通局の導入した歩行者用のものとは異なること、また民事訴訟の時効を過ぎているとして市の権利侵害は認められなかった。「市議会議員の海外視察後に台北市交通管制工程処が海外の事例を参考にした」とする市側の主張を認め交通局が勝訴した。

### スクーターへの取付
小緑人が台湾全土に拡大するにつれて、その仕掛けを再現する自作小緑人の製作法がインターネット上で出回り、若年層を中心にスクーターのブレーキランプ部に取りつけるカスタマイズ法がバイクショップなどで流行した。これはブレーキランプの本来の機能を損なうもので、900 - 1,800ニュー台湾ドルの罰金が課される反則行為として取締の対象となる。

## 記念
2016年3月18日、GoogleではトップページのGoogle Doodleに小緑人のイラストを掲載し、誕生17周年を祝福した。
2019年9月25日、中華郵政で記念切手が発売された。